# Storfisklösen
Storfisklösen är en sjö i Krokoms kommun i Jämtland och ingår i Indalsälvens huvudavrinningsområde. Sjön har en area på 0,092 kvadratkilometer och ligger 586,8 meter över havet.

## Delavrinningsområde
Storfisklösen ingår i det delavrinningsområde (711269-141854) som SMHI kallar för Utloppet av Gunnarvattnet. Medelhöjden är 485 meter över havet och ytan är 21,45 kvadratkilometer. Räknas de 7 avrinningsområdena uppströms in blir den ackumulerade arean 203,96 kvadratkilometer. Gunnarvattsån som avvattnar avrinningsområdet har biflödesordning 3, vilket innebär att vattnet flödar genom totalt 3 vattendrag innan det når havet efter 305 kilometer. Avrinningsområdet består mestadels av skog (69 procent). Avrinningsområdet har 3,48 kvadratkilometer vattenytor vilket ger det en sjöprocent på 16,2 procent.